# Курбатов, Алексей Юрьевич
Алексей Юрьевич Курбатов (род. 9 мая 1994) - российский профессиональный велогонщик. С 2019 года вновь выступает, за команду «Gazprom-RusVelo». Участник летних Олимпийских игр 2016 года

## Достижения

### Трек
2012
3-й  - Чемпионат мира среди юниоров в командной гонке
2014
3-й  - Чемпионат Европы в командной гонке
2017
3-й  - Чемпионат Европы в командной гонке
3-й - Чемпионат России в командной гонке
3-й - Чемпионат России в скретче
7-й - Чемпионат мира в командной гонке

### Шоссе
2017
1-й на этапе 9 - Дружба народов Северного Кавказа